# Philodendron delascioi
Philodendron delascioi är en kallaväxtart som beskrevs av George Sydney Bunting. Philodendron delascioi ingår i släktet Philodendron och familjen kallaväxter. Inga underarter finns listade.